# Chaetexorista
Chaetexorista – rodzaj muchówek z rodziny rączycowatych (Tachinidae).

## Wybrane gatunki
- C. ateripalpis Shima, 1973[1]
- C. eutachinoides (Baranov, 1932)[1]
- C. javana Brauer & von Bergenstamm, 1895[1]
- C. klapperichi Mesnil, 1960[1]
- C. lushaiensis Lahiri, 2007[2]
- C. microchaeta Chao, 1965[1]
- C. palpis Chao, 1965[1]
- C. pavlovskyi (Stackelberg, 1943)[1]
- C. setosa Chao, 1965[1]
- C. solomonensis Baranov, 1936[1]